# Levonorgestrel
Levonorgestrel là một loại thuốc hormone được sử dụng trong một số biện pháp ngừa thai. Ở dạng viên, chúng được bán dưới tên thương hiệu Plan B cùng với một số những tên khác; thuốc chỉ hữu ích trong vòng 120 giờ trong trường hợp cần kiểm soát sinh đẻ khẩn cấp. Càng lâu sau khi quan hệ tình dục thì thuốc càng kém hiệu quả và thuốc chỉ có tác dụng trước khi thụ thai đã xảy ra. [4] Chúng cũng được kết hợp với một estrogen để tạo ra thuốc uống ngừa thai kết hợp. Ở dạng dụng cụ tử cung (IUD), chúng được bán dưới tên Mirena cùng với một số những tên khác, giúp ngăn ngừa thai kỳ lâu dài. Một dạng levonorgestrel có thể ghép cũng có sẵn ở một số quốc gia.
Tác dụng phụ thường gặp bao gồm buồn nôn, đau ngực, nhức đầu, và tăng, giảm hoặc chảy máu kinh nguyệt không đều. Khi được sử dụng làm phương pháo ngừa thai khẩn cấp, nếu mang thai xảy ra, không có bằng chứng cho thấy việc sử dụng sẽ gây hại cho em bé. Thuốc là an toàn để sử dụng trong thời gian cho con bú. Kiểm soát sinh sản có chứa levonorgestrel sẽ không làm thay đổi nguy cơ nhiễm bệnh lây truyền qua đường tình dục. Đây là một progestin và có tác dụng tương tự như progesterone. Chúng hoạt động chủ yếu bằng cách ngăn chặn rụng trứng và đóng cổ tử cung để ngăn chặn sự đi qua của tinh trùng.
Levonorgestrel được phát hiện vào năm 1963 và được giới thiệu để sử dụng y tế cùng với ethinylestradiol vào năm 1970. Nó nằm trong danh sách các thuốc thiết yếu của Tổ chức Y tế Thế giới, tức là nhóm các loại thuốc hiệu quả và an toàn nhất cần thiết trong một hệ thống y tế. Chúng có sẵn dưới dạng thuốc gốc. Chi phí bán buôn ở các nước đang phát triển là từ 0,23 đến 1,65 USD đối với liều cần thiết cho việc ngừa thai khẩn cấp. Tại Hoa Kỳ, thuốc là có sẵn trên quầy mọi lứa tuổi.